# Jacksonella
Jacksonella es un género de arañas araneomorfas de la familia Linyphiidae. Se encuentra en la zona Europa y el Este de Asia.

## Lista de especies
Según The World Spider Catalog 12.0::
- Jacksonella bidens Tanasevitch, 2011
- Jacksonella falconeri (Jackson, 1908)
- Jacksonella sexoculata Paik & Yaginuma, 1969